# Hyophorbe vaughanii
Hyophorbe vaughanii är en enhjärtbladig växtart som beskrevs av Liberty Hyde Bailey. Hyophorbe vaughanii ingår i släktet Hyophorbe och familjen Arecaceae. IUCN kategoriserar arten globalt som akut hotad.
Artens utbredningsområde är Mauritius. Inga underarter finns listade i Catalogue of Life.